# 폭력론
《폭력론》(프랑스어: Réflexions sur la violence)은 프랑스의 혁명적 생디칼리스트 조르주 소렐이 1908년 출간한 책이다. 소렐은 이 책에서 프롤레타리아는 총파업을 통한 폭력적이고 파멸적인 혁명을 창조함으로써 계급투쟁에 승리할 수 있다고 논했다.
소렐은 폭력이야말로 세계를 야만으로부터 구할 수 있다고 했는데 이는 소렐의 가장 논쟁적인 말 중 하나이다. 소렐은 폭력을 생명력, 창의력, 미덕과 동일시했다.
본고에서 소렐이 논한 주요 견해는 "행동하고자 하는 의지의 표현"으로서 신화의 중요성이다. 소렐은 소비자보다는 생산자에 의해, 또한 생산자를 위해 운영되는 경제체제의 탄생을 지지했다. 소렐이 본고에서 논한 사상은 잠바티스타 비코, 블레즈 파스칼, 에른스트 레난, 프리드리히 니체, 에두아르트 폰 하르트만, 피에르조제프 프루동, 존 헨리 뉴먼, 카를 마르크스, 알렉시 데 토크빌 등의 영향을 받았다.